# 71st Street
71st Street – stacja metra nowojorskiego, na linii D. Znajduje się w dzielnicy Brooklyn, w Nowym Jorku i zlokalizowana jest pomiędzy stacjami 62nd Street i 79th Street. Została otwarta 15 września 1916.